# ルーブル合意
ルーブル合意（ルーブルごうい、英: Louvre Accord）とは、1987年2月22日にパリのルーブル宮殿で開催された先進7カ国財務大臣・中央銀行総裁会議(G7)で、1985年9月に決められたプラザ合意によって始まったドル安に歯止めをかけるための合意である。ただ、各国の協調が十分ではなかったため、ドルの下落を止めることはできなかった。

## 概要
1985年9月22日、過度なドル高の是正のために米国の呼びかけで、G5（日・米・英・独・仏）の大蔵大臣・財務長官と中央銀行総裁によりドル高是正に向けたG5各国の協調行動への合意、いわゆる「プラザ合意」が発表された。この結果、プラザ合意の時点で1ドル＝約240円だった米ドルは急激に下落し、わずか1年半後の1987年春には1ドル＝150円となった。
こうしたドル下落傾向が継続するなか、1986年10月末の日米蔵相共同声明の発表、1987年1月のEMSの多角調整・日米蔵相会談を経て、急激なドル安を止めるべく、1987年2月22日に開催されたG7（G5＋加、伊）は、パリのルーブル宮殿でルーブル合意を成立させた。
その後、1987年4月のワシントンにおける同年2度目のG7や同月末の日米首脳会談を経て、同年9月まで米ドルは底堅く推移したものの、10月半ばの歴史的な株価大幅下落（ブラックマンデー）の後、アメリカの双子の赤字の先行きに対する懸念が強まりをみせ、ドルは再び下落。1987年末には1ドル＝約120円まで円高・ドル安が進行した。
ルーブル合意でも止まらなかったドル安への対応として、G7は1987年12月22日に「これ以上のドル下落は好ましくない」とする緊急声明（クリスマス合意、クリスマス声明）を発表。ドル安トレンドは一服し、その後数年間はドル円相場は120円台を底とした展開が続いた。
日本では、円高不況に対する懸念から、日本銀行は低金利政策を継続し、そして企業が円高メリットを享受し始めたこともあり、国内景気は回復に転じた。しかしその後、低金利局面と金融機関による過度の貸出が過剰流動性を招き、不動産・株式などの資産価格が高騰し、いわゆるバブル景気が起こることとなった。